# Ицхаки, Ицхак
Ицхак Ицхаки (ивр. יצחק יצחקי‎, имя при рождении — Ицхок Лишовский; 11 октября 1902, Рыбница, Балтский уезд, Подольская губерния — 21 сентября 1955) — израильский левый политический деятель, депутат Кнессета.
Был бойцом Красной армии во время Гражданской войны. В 1921 году поселился в подмандатной Палестине, где тотчас присоединился к новообразованной социалистической сионистской рабочей организации Ахдут ха-Авода ве ха-Хагана имени Иосефа Трумпельдора. В составе группы работал по осушению болотистой местности, на строительстве дорог и зданий.
Постепенно выдвинулся в руководство социалистической рабочей партии Поалей Цион и в 1925 году был направлен её эмиссаром в Европу. Получил юридическое образование в Париже.
В 1934 году стал одним из организаторов движения марксистских кружков и Лиги за арабо-еврейское сотрудничество. При его участии Поалей Цион объединилась с Ахдут ха-Авода, и Ицхаки вошёл в руководство образовавшейся вскоре рабочей партии МАПАМ.
В 1955 году был избран депутатом Кнессета от МАПАМ.